# 普洛斯克 (穆羅瓦尼庫里利夫齊區)
48°40′46″N 27°51′3″E / 48.67944°N 27.85083°E
普洛斯克（烏克蘭語：Плоске）是位於烏克蘭西南部文尼察州裏莫希利夫-波季利斯基區的村莊，面積4.29平方公里，海拔高度233米，2001年人口567，人口密度每平方公里132.14人。